# 李驤 (後漢)
李驤（？—951年），真定人，后汉及北漢政治人物。

## 生平
李驤最初是世祖劉旻的幕僚，為人慷慨善談，「兵饒技略」。天福十二年（947年），髙祖劉知遠任命劉旻為太原尹，他擔任太原少尹；後來隱帝劉承祐遇害，侍中郭威遣馮道在徐州迎立湘陰公劉贇，當時人民都知道郭威並非真心擁立劉贇，唯獨劉旻暗喜兒子將即帝位。李驤暗地勸告劉旻，指出郭威不會甘於為大漢臣子，一定不會為劉氏立後。又建議他舉兵攻入越过太行，佔據孟津；等待劉贇即位後才還鎮，相信郭威一定不會輕舉妄動。劉旻聽後大罵李驤腐儒，懷疑他離間自己和劉贇父子，命人處斬李驤。他大呼：「我有經濟之才，為平凡人籌劃，就預計會死。我妻子患病，不能獨自生活，願與她同死！」即時殺死妻子，隨後自殺。
後來郭威果然自立為帝，派人在宋州殺害劉贇。劉旻得知大哭，悔恨自己不用忠臣，才令自己的兒子被殺，並為他在太原立祠。